# 狄克·狄维士

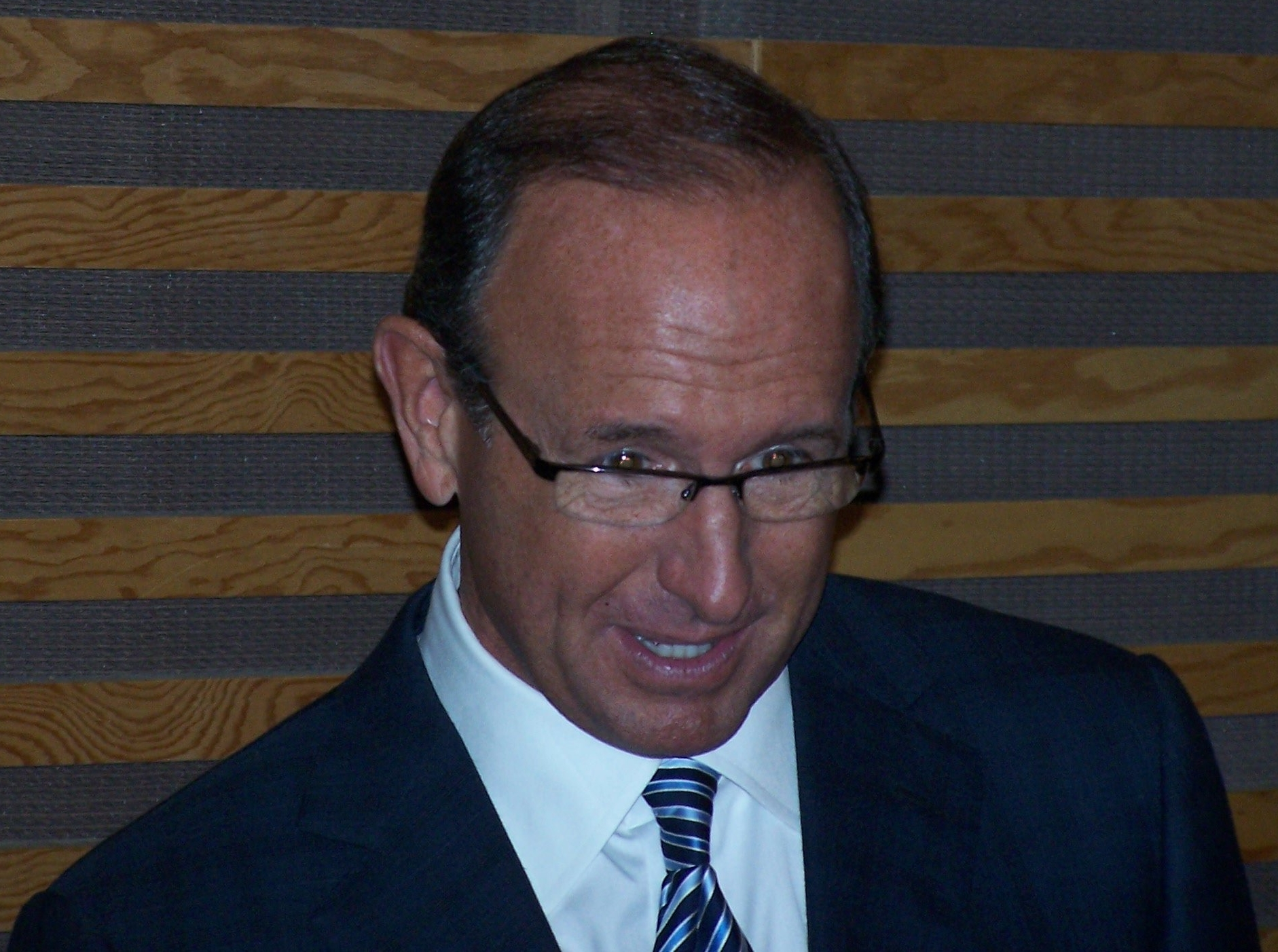
狄克·狄维士

狄克·狄维士（英語：Dick DeVos，/dəˈvɒs/，1955年10月21日—，美国政治人物、企业家，安利创始人理查·狄维士长子。

## 生平
狄维士出生于密歇根州，1993年其父接受心脏移植手术后任安利总裁至2002年，其间他力主安利进军中国市场，即使在中国政府于1998年禁止直销后也未退出中国。
2002年，狄维士拒绝了父亲的挽留，将公司总裁一职交给其弟德·狄维士，转而担任世界直销联盟主席。2005年任满后，狄维士投身政界，以黑马身份一举赢得美国共和党党内初选，代表共和党于2006年美国中期选举挑战密歇根州现任美国民主党州长詹尼弗·格兰霍尔姆。
2006年11月8日，狄维士以十四个百分点的劣势竞选失败。